# Полесское (Ровненская область)
Полесское (укр. Поліське) — село в Березновской городской общине Ровненского района Ровненской области Украины.
До 2020 года входило в Березновский район.
Население по переписи 2001 года составляло 1656 человек. Почтовый индекс — 34650. Телефонный код — 3653. Код КОАТУУ — 5620487601.

## Известные уроженцы
- Шульжук, Каленик Федорович (1940—2010) — украинский учёный, педагог, профессор, доктор филологических наук, академик Академии наук высшей школы Украины (1994), заведующий кафедрой украинского языка Ровенского государственного гуманитарного университета, заслуженный работник образования Украины.